# 黃埔西
黃埔西（英語：Whampoa West，代號G20）是香港九龍城區議會轄下的選區，1994年設立，2023年取消，末任區議員為九龍城區議會副主席鄺葆賢。

## 範圍
選區位於紅磡東南部，包括黃埔花園西面部份的金柏苑、錦桃苑、翠楊苑和紫荊苑，以及海濱南岸（在早期只包括屋苑在紅磡道以西的4座大廈，2010年起東面的3座大廈亦劃入本區）。其相連的選區有黃埔東、紅磡灣和跨區（油尖旺區尖沙咀）的尖東及京士柏選區，由於區內沒有合適地點，投票站設於黃埔東區內的聖公會奉基千禧小學。

## 沿革
1982年由於當時的黃埔船塢並非住宅區，沒有常住人口而劃到紅磡北選區。但自從於1980年代黃埔船塢結業並開始興建黃埔花園之後，加上隨著紅磡灣填海工程的展開，為減低填海完成後土地的增加所造成的人口增加而加重選舉點票負荷，而於1991年把戴亞街以南的地方（即黃埔花園）從紅磡北分拆出來，命名為黃埔雙議席選區，由於黃埔花園項目是自西向東興建發展的，因此才沒有分成東西兩部。
1993年港督彭定康推行政改方案改革區議會，取消所有委任議席及雙議席選區制度，全面實行單議席單票制，並改由選區分界及選舉事務委員會制定，區議會選區數目亦因應人口變動而大幅增加，透過船景街為界，把以西部份劃為黃埔西選區。
1994年區議會選舉，兩個原黃埔區議員未有於本區出選，由九龍城居民協會劉偉榮、港同盟匯點聯合推薦的楊榮顯及自由黨林健文競逐，最終劉以758票擊敗楊的613票及林的417票。
1999年區議會選舉，林健文改以民主黨名義參選，再次對上劉偉榮，結果由劉以1,149票多於林的831票當選。
2003年區議會選舉，林健文轉往海心選區參選，民主黨未有派人，由獨立鄭治國對上九龍城居民協會支持的劉偉榮，基於七一效應帶動投票人數增加，劉以1,642票多於鄭的919票而連任。
2007年區議會選舉，民主黨派出陳松光參選對上劉偉榮，結果由劉以1,716票多於民主黨陳松光的925票勝出。
2011年區議會選舉，民主黨因應香港理工大學講師黃碧雲於黃埔東參選，同時派出大學生盧俊傑參選本區。基於現任優勢，劉以1,710票多於多於盧的958票當選。
2001年至2012年的各項選舉，黃埔西的投票站都是設於馬頭涌官立小學 (紅磡灣)，然而在2015年區議會選舉中卻改於不屬於黃埔西選區範圍的聖公會奉基千禧小學舉行，與黃埔東的投票站葛量洪校友會黃埔學校僅一街之隔。
2015年區議會選舉，傳統泛民棄戰黃埔東西兩區，結果傘後團體青年新政派出的鄺葆賢以不足50票之差擊敗競選連任的西九新動力的劉偉榮，使劉成為當屆唯一競選落敗的區議會主席。鄺在2016年退出青年新政，成為獨立議員。
2019年區議會選舉，鄺葆賢以約千八票大幅扔離來自西九新動力的對手鄭曉玲，成功連任，成為該屆九龍城區得票最高者。2020年在泛民主派得到九龍城區議會主導權下，鄺獲推舉為區議會副主席。2021年7月，因應政府計劃追討協助民主派初選區議員的酬金津貼傳聞所帶動的區議員辭職潮中，鄺葆賢辭去區議員職務。

## 人口
參考2011年人口普查結果，區內人口約21,793人，而當中約百分之90.8為華人（19789人），由於區內不少乃中產階層，因此都有能力聘請外傭，使該區來自菲律賓和印尼的居民都分別佔區內人口排名第二和第三，當中大部份都屬女傭。另外自建區起，不少來港工作的日本人和外藉人士都在此區居住。

## 歷屆議員
| 選區名稱 | 屆別                 | 議員   | 政治聯繫 | 政治聯繫             | 議員                                | 政治聯繫                            | 政治聯繫                            |
| -------- | -------------------- | ------ | -------- | -------------------- | ----------------------------------- | ----------------------------------- | ----------------------------------- |
| 紅磡北   | 1982年－1985年       | 黃榮標 |          | 無黨籍               | 定為單議席選區                      | 定為單議席選區                      | 定為單議席選區                      |
| 紅磡北   | 1985年－1988年       | 黃榮標 | 黃志強   | 無黨籍               |                                     | 無黨籍                              |                                     |
| 紅磡北   | 1988年－1991年       | 蕭婉嫦 | 黃志強   |                      | 自 自民聯                           | 無黨籍                              |                                     |
| 黃埔     | 1991年－1994年       | 浦炳榮 | 黃志強   |                      | 自 自民聯                           | 自 自民聯                           |                                     |
| 黃埔西   | 1994年－1999年       | 劉偉榮 |          | 九 九社聯            | 分拆出黃埔東選區後， 改為單議席選區 | 分拆出黃埔東選區後， 改為單議席選區 | 分拆出黃埔東選區後， 改為單議席選區 |
| 黃埔西   | 2000年－2003年       | 劉偉榮 |          | 九 九社聯            | 分拆出黃埔東選區後， 改為單議席選區 | 分拆出黃埔東選區後， 改為單議席選區 | 分拆出黃埔東選區後， 改為單議席選區 |
| 黃埔西   | 2004年－2007年       | 劉偉榮 |          | 九 九社聯            | 分拆出黃埔東選區後， 改為單議席選區 | 分拆出黃埔東選區後， 改為單議席選區 | 分拆出黃埔東選區後， 改為單議席選區 |
| 黃埔西   | 2008年－2011年       | 劉偉榮 |          | 西 西九新動力        | 分拆出黃埔東選區後， 改為單議席選區 | 分拆出黃埔東選區後， 改為單議席選區 | 分拆出黃埔東選區後， 改為單議席選區 |
| 黃埔西   | 2012年－2015年       | 劉偉榮 |          | 西 西九新動力        | 分拆出黃埔東選區後， 改為單議席選區 | 分拆出黃埔東選區後， 改為單議席選區 | 分拆出黃埔東選區後， 改為單議席選區 |
| 黃埔西   | 2016年－2019年       | 鄺葆賢 |          | 青 青年新政 → 紅土家 | 分拆出黃埔東選區後， 改為單議席選區 | 分拆出黃埔東選區後， 改為單議席選區 | 分拆出黃埔東選區後， 改為單議席選區 |
| 黃埔西   | 2020年－2021年7月7日 | 鄺葆賢 | 紅土家   |                      | 分拆出黃埔東選區後， 改為單議席選區 | 分拆出黃埔東選區後， 改為單議席選區 | 分拆出黃埔東選區後， 改為單議席選區 |
| 黃埔西   | 2021年7月8日－2023年 | 懸空   | 懸空     | 懸空                 | 分拆出黃埔東選區後， 改為單議席選區 | 分拆出黃埔東選區後， 改為單議席選區 | 分拆出黃埔東選區後， 改為單議席選區 |

## 歷屆選舉結果
| 政党   | 政党       | 候选人    | 票数  | %     | ±      |
| ------ | ---------- | --------- | ----- | ----- | ------ |
|        | 西九新動力 | ①. 鄭曉玲 | 2,910 | 38.16 | 不適用 |
|        | 紅土家     | ②. 鄺葆賢 | 4,715 | 61.84 | ▲11.37 |
| 多数票 | 多数票     | 多数票    | 1,805 | 23.68 | ▲22.74 |

| 政党   | 政党       | 候选人    | 票数  | %     | ±      |
| ------ | ---------- | --------- | ----- | ----- | ------ |
|        | 青年新政   | ①. 鄺葆賢 | 2,114 | 50.47 | 不適用 |
|        | 西九新動力 | ②. 劉偉榮 | 2,075 | 49.53 | ▼14.56 |
| 多数票 | 多数票     | 多数票    | 39    | 0.94  | ▼27.24 |

| 政党   | 政党       | 候选人    | 票数  | %     | ±     |
| ------ | ---------- | --------- | ----- | ----- | ----- |
|        | 西九新動力 | ①. 劉偉榮 | 1,710 | 64.09 | ▼0.89 |
|        | 民主黨     | ②. 盧俊傑 | 958   | 35.91 | ▲0.89 |
| 多数票 | 多数票     | 多数票    | 752   | 28.18 | ▼1.78 |

| 政党   | 政党   | 候选人    | 票数  | %     | ±      |
| ------ | ------ | --------- | ----- | ----- | ------ |
|        | 獨立   | ①. 劉偉榮 | 1,716 | 64.98 | ▲0.86  |
|        | 民主黨 | ②. 陳松光 | 925   | 35.02 | 不適用 |
| 多数票 | 多数票 | 多数票    | 791   | 29.96 | ▲1.72  |

| 政党   | 政党   | 候选人    | 票数  | %     | ±      |
| ------ | ------ | --------- | ----- | ----- | ------ |
|        | 獨立   | ①. 劉偉榮 | 1,642 | 64.12 | 不適用 |
|        | 獨立   | ②. 鄭治國 | 919   | 35.88 | 不適用 |
| 多数票 | 多数票 | 多数票    | 723   | 28.24 | 不適用 |

| 政党   | 政党   | 候选人    | 票数  | %     | ±      |
| ------ | ------ | --------- | ----- | ----- | ------ |
|        | 民主黨 | ①. 林健文 | 831   | 41.97 | 不適用 |
|        | 獨立   | ②. 劉偉榮 | 1,149 | 58.03 | 不適用 |
| 多数票 | 多数票 | 多数票    | 723   | 16.06 | 不適用 |

| 政党   | 政党                  | 候选人 | 票数 | %     | ±      |
| ------ | --------------------- | ------ | ---- | ----- | ------ |
|        | 建制派/九龍城居民聯會 | 劉偉榮 | 758  | 42.39 | 不適用 |
|        | 港同盟/匯 匯點        | 楊榮顯 | 613  | 34.28 | 不適用 |
|        | 自由黨                | 林健文 | 417  | 23.32 | 不適用 |
| 多数票 | 多数票                | 多数票 | 145  | 8.11  | 不適用 |

| 政党   | 政党   | 候选人 | 票数  | %     | ±      |
| ------ | ------ | ------ | ----- | ----- | ------ |
|        | 自民聯 | 浦炳榮 | 2,320 | 35.56 | 新選區 |
|        | 自民聯 | 黃志強 | 1,825 | 27.97 | 新選區 |
|        | 獨立   | 杜景福 | 1,641 | 25.15 | 新選區 |
|        | 獨立   | 傅丹青 | 739   | 11.33 | 新選區 |
| 多数票 | 多数票 | 多数票 | 184   | 2.82  | 新選區 |

| 政党   | 政党   | 候选人 | 票数  | %     | ±      |
| ------ | ------ | ------ | ----- | ----- | ------ |
|        | 獨立   | 黃志強 | 1,578 | 49.33 | 不適用 |
|        | 獨立   | 蕭婉嫦 | 1,426 | 44.48 | 不適用 |
|        | 獨立   | 關文彬 | 195   | 6.10  | 不適用 |
| 多数票 | 多数票 | 多数票 | 1,231 | 38.48 | 不適用 |

| 政党   | 政党   | 候选人 | 票数  | %     | ±      |
| ------ | ------ | ------ | ----- | ----- | ------ |
|        | 獨立   | 黃志強 | 1,742 | 55.73 | 不適用 |
|        | 獨立   | 黃榮標 | 1,189 | 38.04 | 不適用 |
|        | 獨立   | 黎耀榮 | 195   | 6.24  | 不適用 |
| 多数票 | 多数票 | 多数票 | 994   | 31.80 | 不適用 |

| 政党   | 政党   | 候选人 | 票数 | %     | ±      |
| ------ | ------ | ------ | ---- | ----- | ------ |
|        | 獨立   | 黃榮標 | 996  | 48.30 | 新選區 |
|        | 獨立   | 湛寶祥 | 739  | 35.84 | 新選區 |
|        | 獨立   | 林英俊 | 327  | 15.86 | 新選區 |
| 多数票 | 多数票 | 多数票 | 257  | 12.46 | 新選區 |